# ライトサイジングコンセプト
ライトサイジングコンセプト（英: Right Sizing Concept）とは、エンジンの排気量・気筒数を、自動車の車格に対して適切な数字にし、燃費向上を目指す考え方である。

## 概要
2000年代後半以降から自動車業界を席巻し続けた、ダウンサイジングコンセプトに対するアンチテーゼとして生まれた概念である。このため、アップサイジングコンセプトに近い概念として扱われることが多い。
ダウンサイジングコンセプトにより開発されたターボエンジン（"ダウンサイジングターボ"）は、低負荷域で同等出力の自然吸気エンジンよりも優れた燃費性能を示す一方で、高負荷域では燃費を良くしづらい傾向にある。誕生当時は真新しかったダウンサイジングという発想の優秀性に加え、従来の燃費計測方法ではメリットが大きかったためこの弱点は問題視されなかったが、高負荷域を多用する燃費計測方法の『WLTP（日本版はWLTC）』が導入されるようになってからは表立って指摘されるようになってきた。
このため無闇矢鱈と排気量を小さくする従来のトレンドから脱却しようという動きがあり、アウディ・フォルクスワーゲンなどが先代よりも排気量を拡大したターボエンジンを搭載するようになっている。
また自然吸気エンジンでもマツダ・MAZDA2やトヨタ・ヤリス、ホンダ・フィットなどが、JC08モードからWLTCモードへの切り替えに合わせ、実用域での燃費を重視して非スポーツグレードにおいても1.3L→1.5Lへと排気量を拡大している。